# Кам'яні сни
«Кам'яні сни» — роман-реквієм азербайджанського письменника Акрама Айліслі, присвячений осмисленню вірмено-азербайджанського конфлікту в період його наростання в кінці 1980-х років. Значне місце в романі займає історія рідного села автора — Айліс у Нахічеваньській області, більшість населення якої становили вірмени, майже повністю знищені під час різанини 1919 року. Роман має посвяту — «пам'яті земляків моїх, які залишили після себе неоплаканий біль».
Роман викликав різке неприйняття в Азербайджані, де письменника звинуватили в симпатіях до вірмен і розкритикували в азербайджанських ЗМІ, спілці письменників (у якій Айліслі не перебував більш ніж 20 років), культурні та релігійні авторитети, президент і парламент Азербайджану. Обурення викликало і те, що в книзі автор зображує лише напади азербайджанців на вірмен, зокрема, погроми в Баку та Сумгаїті, а описи випадків вірменської агресії проти азербайджанців, такі як Ходжалинська різанина, відсутні. На думку низки західних ЗМІ, у романі є критика Гейдара Алієва за встановлення в Азербайджані політичної тиранії.
Підтримку Айліслі висловили низка азербайджанських письменників та правозахисників, численні письменники та правозахисні організації за межами країни, які звинуватили уряд Азербайджану в організації цькування письменника.

## Історія публікації
Роман написано в 2006—2007 роках, проте опубліковано лише через кілька років. Спочатку він був частиною трилогії, рукопис якої Айліслі надсилав знайомим літераторам. Рецензія Лева Аннінського на рукопис Айліслі «Грандіозна пробка. Нетрадиційний роман у трьох оповідях» (рос. Грандиозная пробка. Нетрадиционный роман в трёх повествованиях) з'явилася 2012 року в журналі «Дружба народов» (№ 2). У першій частині трилогії йшлося про колишнього ректора інституту, про якого пущено чутку, ніби він попросив політичного притулку під час поїздки до Ємену. В другій частині оповіді герой, літній бакинський інтелігент, намагався запобігти вбивству старого-вірменина на вулиці, внаслідок чого його самого жорстоко побито і він помер у лікарні. У третій частині йшлося про високопоставленого співробітника, наближеного до «Раїса» — керівника республіки.
В інтерв'ю письменник стверджував, що до публікації роману його підштовхнула екстрадиція 2012 року до Азербайджану та подальше помилування владою лейтенанта Раміля Сафарова, засудженого за вбивство в Угорщині офіцера вірменської армії:
|  | Коли я побачив шалену реакцію та штучне роздмухування ненависті між вірменами та азербайджанцями, що виходять за будь-які рамки, я вирішив опублікувати свій роман. |

Коли з'явилася можливість опублікувати роман російською, автор звернувся до перекладачів, проте переклад його не влаштував, і він почав перекладати сам. Російський переклад роману за редакцією М. Гусейн-заде опубліковано наприкінці 2012 року в журналі «Дружба народов» (№ 12). Ця публікація збіглася із 75-річним ювілеєм Айліслі. Азербайджанською мовою роману так і не надруковано, проте він доступний у вигляді мережевої публікації.
Навесні 2013 року видавництво «Норк» випустило переклад роману вірменською мовою.

## Сюжет
Грудень 1989 року. Конфлікт між вірменами та азербайджанцями наростає; в Баку розлючені натовпи вбивають вірмен, що зустрічаються їм на шляху. У передостанню неділю грудня до бакинської лікарні надходить у тяжкому стані відомий театральний актор Садай Садигли. Його товариш, також актор Нуваріш Карабахли, розповідає доктору Фарзані, що Садигли намагався захистити від натовпу єразів старого-вірменина, якого ті жорстоко вбивали. Лікар проводить операцію, проте Садигли не приходить до тями. Карабахли розповідає доктору Фарзані про артиста, який завжди вирізнявся незалежністю поглядів, через що неодноразово конфліктував із представниками влади (зокрема з «Першим» — колишнім керівником республіки, ім'я якого не називається).
Основна частина роману являє собою сни і спогади Садигли, який перебуває в комі. Він подумки переміщається до рідного села Айліс (Агуліс), у якому колись жили вірмени, жорстоко винищені 1919 року турками. Садигли в дитинстві застав вижилих вірменок, уже старих, і зі вдячністю згадує їхню доброту. Одного разу, почувши молитву старої-вірменки біля Вангської церкви (однієї з дванадцяти церков, що колись існували в Айлісі) Садигли був вражений неземним сяйвом, що йшло від храму.
Цікавився історією Айліса й тесть Садигли, доктор Абасалієв, який збирав усі відомості про село і ділився своїми відкриттями із зятем. На думку Абасалієва, у хворобах та психічних відхиленнях багатьох жителів села виявилася своєрідна одержимість «джинами» — предки цих людей заселилися в будинки знищених 1919 року вірмен, а деякі з них самі брали участь у вбивствах.
Спостерігаючи за наростанням у Баку антивірменської істерії, що переростає в погроми та вбивства, Садай Садигли починає шаленіти. Жорстокість, що чиниться навколо, накладається на дитячі переживання, викликані розповідями айліських старих людей про різанину вірмен. У Садигли народжується ідея, що для спокутування провини своїх співвітчизників він має прийняти хрещення в Ечміадзіні. Не в змозі поділитися з кимось цією немислимою ідеєю, Садай щодня ходить на вокзал і проводить поїзд Баку—Єреван.
У суботу, за день до побиття, Садигли зустрічається зі своїм старим другом Джамалом, від якого дізнається, що Айліс знову охопили антивірменські настрої. А його інший односелець Бабаш, що просунувся номенклатурними сходами, днями опублікував у газеті псевдоісторичну статтю під назвою «Вірменський підлий слід». Директор театру пропонує Садигли головну роль у новій виставі, яка прославляє нового «Господаря» республіки і очорнює колишнього, перед яким усі схилялися ще недавно. Садигли йде, не в змозі змиритися з усім, що відбувається в останні місяці.
Проходить кілька днів, Садигли, як і раніше, перебуває в комі. Його відвідує тесть, доктор Абасалієв, і читає йому знайдені рукописи з історії Айліса. На початку січня приходить звістка про загибель Нуваріша Карабахли, який, за чутками, викинувся з балкона. Не виходячи з коми, Садигли помирає 12 січня — напередодні трагічних подій у Баку 1990 року.

## Персонажі
- Садай Садигли — відомий театральний актор, родом з Айліса.
- Нуваріш Карабахли — комічний театральний актор, товариш Садигли.
- Фарид Фарзані — літній хірург, завідувач відділення в лікарні.
- Зульфі Абасалієв — літній лікар на пенсії, родом з Айліса.
- Азада ханум — дружина Садигли, стоматологиня, дочка Абасалієва.
- Бабаш Зіядов («Бомба Бабаш») — друг дитинства Садигли, який згодом досяг високого становища в партійній номенклатурі.
- Джамал («Джамбул Джамал») — друг дитинства Садигли, згодом чабан.
- Мопасан Міраламов — директор театру.

## Реакція

### Засудження та репресії
31 січня 2013 року кілька десятків молодих людей влаштували перед будинком письменника демонстрацію, скандували: «Акрам, забирайся з країни!», та спалили його фотографію. За даними радіо «Свобода», у мітингу брали участь активісти правлячої партії « Новий Азербайджан». 1 лютого вони ж улаштували на одній із центральних вулиць Баку символічний похорон книги Айліслі. Попри те, що в Азербайджані діє заборона на масові зібрання, поліція в обидві ці акції не втручалася.
У рідному селі письменника, Айлісі, де розгортається одна зі сюжетних ліній роману, також організовано масову маніфестацію. Присутні на центральній площі скандували гасла "Смерть Акраму Айліслі! ", "Зрадник! ", «Акрам — вірменин» і спалили всі його книги. Спалення книг письменника пройшло також у Гянджі.
|  | Нехай спалять усі мої книги, бо вони нікого не врятували! |

 — відповів на це письменник.

5 лютого 2013 року Спілка письменників Азербайджану прийняла заяву, в якій виключила Айліслі зі своїх лав і засудила його роман.
Роман «Кам'яні сни» став предметом особливого обговорення в парламенті Азербайджану, де його одностайно засуджено. Голова Партії демократичних реформ Асім Моллазаде назвав роман російським замовленням на підрив суспільної консолідації в Азербайджані. Депутати вимагали позбавити Айліслі громадянства, урядових нагород та перевірити його «генетичний код», щоб з'ясувати, чи не вірменин він. Спікер парламенту Октай Асадов заявив, що «в походженні всіх, хто підтримує Айліслі, є щось підозріле».
|  | Якби я був вірменином, то про це давно б усі знали. І я нітрохи не соромився б цього. |

 — відповів Айліслі.
5 лютого сина Айліслі звільнено з роботи в митному комітеті, а дружину письменника — з дитячої бібліотеки, де вона протягом 30 років працювала директоркою. Міністерство освіти Азербайджану «на вимогу» вчителів літератури ухвалило рішення про вилучення зі шкільних підручників творів Айліслі. Вистави за п'єсами Айліслі знято зі сцен азербайджанських театрів.
7 лютого указом президента Азербайджанської Республіки Ільхама Алієва, Акрама Айліслі позбавлено звання «Народний письменник Азербайджану» та державної пенсії. На думку Ільхама Алієва, у романі «Кам'яні сни» письменник образив співгромадян «у неналежній для азербайджанського письменника формі» та «спотворив реалії, пов'язані з історією Азербайджану», зокрема, суть вірмено-азербайджанського, нагірно-карабахського конфлікту. У зверненні президента наголошується, що про позбавлення Айліслі звання народного письменника та президентської пенсії просили на різних рівнях. Правляча партія «Новий Азербайджан» заявила, що схвалює позбавлення письменника Акрама Айліслі персональної пенсії Президента Азербайджану та почесного звання народного письменника.
Коментуючи указ про позбавлення персональної пенсії та звання народного письменника, голова Комітету з прав людини Міллі Меджлісу Рабіят Асланова заявила, що таке рішення підтримують усі: «Ми вважаємо, що так воно й має бути. Кожен повинен знати, що першим обов'язком для азербайджанця є його відданість Батьківщині та інтереси азербайджанського народу. Якщо проти цих інтересів робляться будь-які кроки, такі дії негайно повинні припинятися й каратися».
Акрама Айліслі також засудили представники азербайджанської інтелігенції. Президент академії наук Махмуд Керімов висловив думку, що книга Айліслі принижує азербайджанський народ, заявивши, що вона написана односторонньо, і в ній немає балансу думок. Керівництво Спілки письменників Азербайджану заявило про виключення Айліслі зі складу спілки, хоча сам Айліслі стверджує, що ще 1991 року написав офіційну заяву про свій вихід. Голова Спілки письменників Азербайджану Анар заявив, що «Акрам знищив себе». Із гнівним засудженням роману виступили також секретар Спілки письменників, президент азербайджанського PEN-клубу Чингіз Абдуллаєв та головний редактор газети «Бакинський робітник» Рахман Гаджієв. Негативний відгук на рецензію Лева Аннінського висловив азербайджанський письменник Раміз Аббасли. Народний артист Азербайджану Габіль Алієв звинуватив Айліслі в зраді, тому що «ця людина від початку й до кінця не змогла приховати своєї любові до вірмен». Звинувачення в зраді прозвучало і від директора Азербайджанського державного академічного театру опери та балету, заслуженого діяча мистецтв Акіфа Мелікова.
Рада газіїв та Науково-релігійна рада Управління мусульман Кавказу також виступили із засудженням книги. Духовенство заявило, що вважає справедливим позбавлення А. Айліслі звання «Народний письменник» і закликає позбавити письменника орденів «Шохрат» та «Істиглал». Глава Управління мусульман Кавказу шейх-уль-іслам Аллахшукюр Пашазаде оголосив Айліслі ренегатом та віровідступником. За його словами, в ісламі таких людей називають «муртадами» — єретиками.

Проурядова[джерело?] партія «Сучасний Мусават» оголосила нагороду 10 тис. манатів тому, хто відріже вухо Акраму Айліслі. Лідер партії Хафіз Гаджієв цю інформацію підтвердив. Він заявив, що Айліслі у своєму романі образив азербайджанських біженців і за це має бути покараний. Під час інтерв'ю Об'єктив ТБ Гаджієв уточнив свою погрозу, заявивши, що активісти молодіжної організації його партії відріжуть праве вухо письменника, уточнивши, що Айліслі не буде боляче, бо йому зразу ж нададуть медичну допомогу: «У хлопців у кишені буде йод, вата та бинт . Відріжуть, а потім одразу ж перев'яжуть. Їй Богу, йому не буде боляче».
Депутат парламенту Азербайджану, лідер іншої проурядової[джерело?] партії «Ана Ветен», Захід Орудж заявив: «Зараз за заяву Гаджієва вхопляться всі ворожі Азербайджану сили і спробують використати її проти нас. Тому вважаю, що подібні заклики негайно повинні припинятися й каратися… Наша громадськість вже висловила свою позицію з приводу книги Айліслі, а заклики до насильства неприйнятні і не личать людині, яка вважає себе лідером політичної партії… Я вважаю, що правоохоронні органи повинні висловити свою тверду позицію з цього питання».
12 лютого 2013 року начальник прес-служби МВС Садіг Гезалов заявив, що голову партії «Сучасний Мусават» викликано до Міністерства внутрішніх справ Азербайджану, де пояснено, що його висловлювання на адресу Айліслі, в яких звучить заклик до шкоди здоров'ю письменника, неприпустимі, а сам Гаджієв може зазнати юридичної відповідальності за подібні дії. Хафіза Гаджієва офіційно попереджено. Сам Хафіз Гаджієв спростував заяву Садіга Гезалова про свій виклик до Міністерства внутрішніх справ та офіційне попередження, а також заявив, що відрізання вуха Акраму Айлісу призупинено лише тимчасово, про що він і поінформував МВС. Міністр закордонних справ Азербайджану Ельмар Мамед'яров висловив думку, що заклик Гаджієва не завдасть шкоди міжнародному іміджу Азербайджану.
Після позбавлення звань і нагород Акрам Айліслі звернувся до російської інтелігенції, заявивши, що «все це йде за найгіршим сценарієм, який міг бути лише у 1930-х роках».
Коментуючи історію з Айліслі, The Washington Post пише, що заклик проурядової партії відрізати вухо Айліслі поставив під удар зусилля Азербайджану представити себе прогресивною державою. МВС Азербайджану заявило, що такі заклики — злочин, і обіцяли провести розслідування, проте уряд, зляканий січневими протестами, намагається, як і раніше, відвернути громадську увагу, розпалюючи страх перед вірменською загрозою. «Айліслі завуальовано атакує також Алієва та його батька, Гейдара Алієва, колишнього президента, за жорстокість та корумпованість режимів. Азербайджан на багато що пішов, щоб приховати цей імідж: цьому сприяло блискуче відродження столиці Баку завдяки доходам від нафти й газу». The Independent також зазначає, що в Азербайджані розгорнуто кампанію ненависті проти Айліслі, яку проводить авторитарний уряд.

### Підтримка
3 лютого в Баку, у сквері перед пам'ятником М. А. Сабіру, група молодих письменників провела акцію на захист Айліслі та висловила засудження масовим акціям «народного гніву». Також на захист Айліслі виступили письменник та літературознавець Чингіз Гусейнов, кіносценарист Рустам Ібрагімбеков та ще кілька незалежних азербайджанських інтелектуалів, таких як Марат Шафієв, Парвіз Джабраїл, Рахман Бадалов, Тамірлан Бадалов, Севіль Хусейнова. На підтримку Айліслі також виступила відома правозахисниця Лейла Юнус, яка розцінила кампанію проти роману як цькування неугодного письменника і заявила, що «після Раміля Сафарова саме Акрам Айлісі рятує честь і гідність нашого народу». На захист Айліслі виступив і відомий турецький правозахисник і видавець Рагип Зараколу, якого також переслідували за опублікування книг про геноцид вірменів.
Азербайджанська опозиція засудила і роман, і кампанію проти нього.
У Росії на захист Акрама Айліслі виступили Міжнародна письменницька правозахисна організація Російський ПЕН-центр, головний редактор журналу «Дружба народів» Олександр Ебаноїдзе, письменники Борис Акунін та Андрій Бітов, Сергій Каледін, Лев Аннінський та Віктор Єрофєєв. Міжнародна письменницька правозахисна організація Російський ПЕН-центр опублікувала відкритий лист президенту Азербайджану Ільхаму Алієву з проханням припинити переслідування опального письменника Акрама Айліслі. Борис Акунін закликав азербайджанців зупинитися і не перетворювати Айліслі на другого Салмана Рушді, а Азербайджан — на країну-ізгоя. У відповідь на це, головний редактор газети «Бакинський робітник» Рахман Гаджієв заявив, що на відміну від згадуваного Акуніним Салмана Рушді, Айліслі «принижує не почуття (як це здалося деяким вірянам після прочитання „Сатанінських віршів“), а честь і гідність азербайджанців, чию долю зламали вірмени».
Інститут захисту прав ЗМІ (англ. Institute for the Protection of Media Rights розповсюдив заяву, що кампанія проти Айліслі «є серйозною загрозою для художньої творчості в цій країні». 12 лютого міжнародна правозахисна організація «Human Rights Watch» поширила заяву, в якій йдеться: «В азербайджанського уряду є зобов'язання щодо захисту Акрама Айліслі. Однак натомість уряд, керуючи ініціативами загроз письменникові, поставив його віч-на-віч із неетичними кампаніями очорнення та ворожої риторики». У заяві HRW також сказано, що «уряди зарубіжних країн та міжурядові організації, членом яких є Азербайджан, повинні закликати уряд Азербайджану негайно розпочати розслідування щодо осіб, відповідальних за погрози на адресу письменника, а також забезпечити свободу слова в країні».
Виконком Російського ПЕН-центру відхилив запрошення приїхати на Міжнародний книжковий форум та літературний фестиваль 3—5 травня 2013 року в Азербайджані, пояснивши рішення протестом проти переслідування Айліслі: «Поважаючи культурні вікові традиції азербайджанського народу та підтримуючи саме їх, а не свавілля та фанатизм, ми хочемо своєю відмовою від участі у Міжнародному книжковому форумі висловити протест проти переслідування письменника».

### Номінація на Нобелівську премію
У лютому 2014 року Акрама Айліслі висунуто на Нобелівську премію миру з формулюванням «за відвагу, виявлену в ім'я примирення азербайджанського та вірменського народів». Номінаторами виступила міжнародна група професорів та ректорів університетів, серед якихСергій Абашин, Крейг Келхаун, Іммануїл Валлерстайн, Гасан Гусейнов, Теодор Шанін. У номінації зазначено, що Айліслі — перший тюркомовний автор, який присвятив свою книгу каяттю про вірменський геноцид. «Багато турецьких письменників — від Назима Хікмета до Орхана Памука говорили правду про геноцид. Але саме Айліслі першим висловив цей біль у художньому творі — дуже особистому, вистражданому та глибокому. Він один із тих рідкісних людей — як Мартін Лютер Кінг чи Андрій Сахаров, які особистим духовним подвигом можуть змінити долю нації, зламати стіну між народами. <…> Нині, коли хвороба націоналізму заразила майже всю територію колишнього СРСР, коли слово „погром“ знову стало реальністю, вчинок Айліслі важливий для всіх його колишніх співвітчизників, які розучилися жити у мирі один з одним. Його приклад важливий, незалежно від національності та політичної ситуації. Людина, готова з почуття правди сама піти проти всієї системи речей, робить сміливішим кожного з нас».